# Vestisches Museum

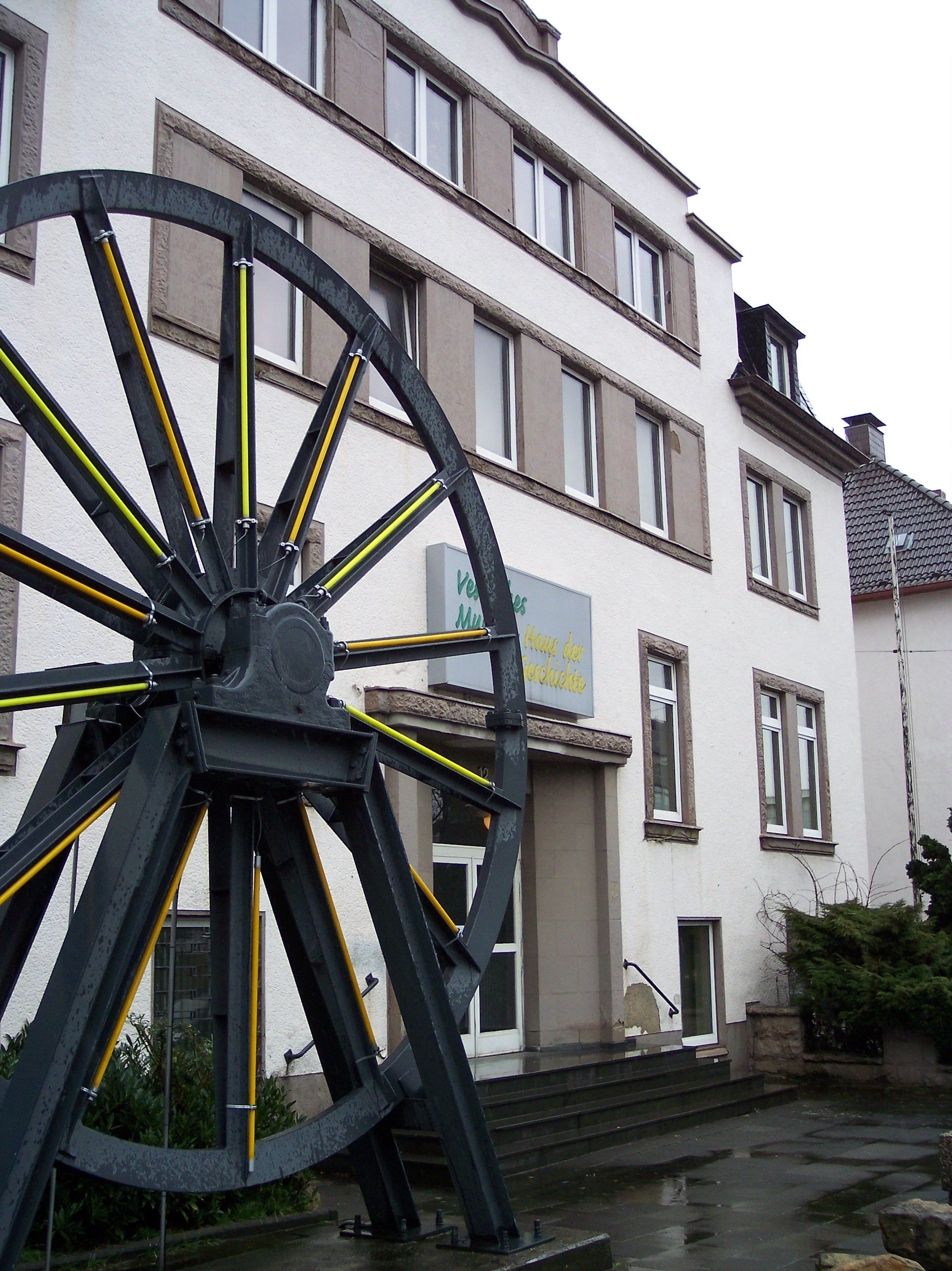
Der letzte Standort des Vestischen Museums an der Hohenzollernstraße

Das Vestische Museum war ein Museum der Stadt Recklinghausen.

## Geschichte
Das Museum ging auf die heimatkundliche Sammlung des 1890 gegründeten Orts- und Heimatvereins Recklinghausen zurück. Die Sammlung galt damals als „Heimatmuseum“. 1922 wurde aus der Sammlung des Vereins ein öffentliches Museum, das von allen Gemeinden des Vestes Recklinghausen getragen wurde. Seit 1927 war es in der einstigen Turmschule gegenüber der St. Peter untergebracht, die heute das Ikonen-Museum Recklinghausen beherbergt. Bereits 1935 waren die Bestände so gewachsen, dass das Museum 1935 in Räumlichkeiten des Gymnasiums Petrinum umzog. 1937 verlor das Vestische Museum die besten Werke seiner Abteilung zeitgenössischer Kunst, als 37 Gemälde und Graphiken u. a. von Peter August Böckstiegel, Käthe Kollwitz, Wilhelm Morgner, Otto Pankok, Christian Rohlfs, Max Schulze-Sölde und Maurice de Vlaminck als „entartete Kunst“ ausgesondert wurden. Seit 1939 leitete Franz Große-Perdekamp das Vestische Museum. Bei einem Bombenangriff am 6. November 1944 wurde der größte Teil der Ausstellung und des Depots vernichtet.
Nach Kriegsende sammelte Franz Große-Perdekamp das gerettete Museumsgut und zeigte eine Auswahl in einzelnen Ausstellungen. Von 1954 bis 1980 leitete Thomas Grochowiak das Vestische Museum. Er baute eine einzigartige Sammlung naiver Kunst auf.
1988 zog das Museum in ein ehemaliges Verwaltungsgebäude an der Hohenzollernstraße 12 ein. Auf knapp 1000 m² Ausstellungsfläche zeigte es christliche Kunst aus dem Vest Recklinghausen, Ausschnitte aus der Stadt- und Landesgeschichte, die Alltagskultur der Bergmannsfamilien und vor allem die Sammlung naiver Kunst, die durch eine Schenkung von Marianne Kühn im Jahre 2003 wesentlich erweitert werden konnte.
In den letzten Jahren seines Bestehens ließ der Besucherzuspruch, von Schulklassen abgesehen, immer weiter nach. Im Jahre 2010 schloss die Stadt Recklinghausen das Vestische Museum. Die bedeutende Sammlung naiver Kunst ist der Öffentlichkeit seither nicht zugänglich. Eine neugestaltete stadtgeschichtlichen Ausstellung zeigt das Institut für Stadtgeschichte / Stadt- und Vestisches Archiv Recklinghausen, das im selben Gebäude wie das einstige Vestische Museum untergebracht ist.